# ویندوز سرور ۲۰۰۳
ویندوز سِروِر ۲۰۰۳ (به انگلیسی: Windows Server 2003) نام یک سیستم‌ عامل از خانواده مایکروسافت ویندوز و برای سرور است. نسخه جدیدتر آن ویندوز سرور ۲۰۰۸ نام دارد. ویندوز سرور اولین نسل از سیستم عامل‌های ویندوزی است که کاربری‌های خانگی و سرورها را از هم جدا می‌کند . قبل از معرفی این سیستم عامل در سرورها از ویندوز NT استفاده می‌شد .
تفاوت اساسی این سیستم عامل با دیگر سیستم عامل‌ها پشتیبانی از سخت افزارهای قوی‌تر است، ویندوز سرور توانایی پشتیبانی از ۲۴ ترابایت رم را دارد درحالی‌که این عدد در سیستم عامل‌های معمولی ۲ ترابایت است. همچنین ویندوز سرور از ۶۴ سوکت CPU پشتیبانی می‌کند.

### مایکروسافت
- Microsoft's Windows Server 2003 homepage
- Microsoft Windows Server 2003 Reviewer's Guide document
- Overview of Small Business Server 2003 for the IT Pro
- Overview of Windows Server 2003 security
- Windows Server is an Application Server
- Overview of Windows Server 2003 R2 Datacenter x64 Edition
- Compare the Editions of Windows Server 2003
- Windows Server Performance Team Blog

### دیگر
- GUIdebook: Windows Server 2003 Gallery — Windows Server 2003 screenshots
- Problems with Windows Server 2003 SP1[پیوند مرده]
- howden.net.nz GUI Gallery Windows Server 2003 Review